# Colin Huang
Huang Zheng (chinesisch: 黄 峥; Pinyin: Huáng Zhēng; * 1. Januar 1980 in Hangzhou), auch bekannt als Colin Huang, ist ein chinesischer Milliardär und Gründer des E-Commerce-Unternehmens Pinduoduo. Im Januar 2024 schätzte Forbes sein Vermögen auf 52,7 Milliarden US-Dollar, womit er auf der Liste der reichsten Menschen der Welt den 25. Platz belegte.

## Leben
Huang erwarb einen Master-Abschluss in Informatik an der University of Wisconsin in Madison. Nach einem Praktikum bei Microsoft wurde er 2004 Techniker bei Google. Er zog 2006 nach China zurück und war Teil des Teams, das Google China gründete. 2015 gründete er den Internetversandhandel Pinduoduo. Nach dem Börsengang von Pinduoduo an der NASDAQ im Juli 2018 wurde Huangs Vermögen mit 47 % der Anteile auf 14 Milliarden US-Dollar geschätzt, womit er zu den reichsten Personen in China gehört. Im Jahre 2021 trat Huang als Geschäftsführer von Pinduoduo zurück. Im Jahr 2021 verringerte sich sein Vermögen um umgerechnet über 27 Milliarden US-Dollar.